# Vaucheriales
Vaucheriales је ред алги који припада традиционалној класи Xanthosiphonophyceae у оквиру раздела жутозелених алги. Све представнике ове класе и реда карактерише сифонални ступањ организације. Дуго времена су представници реда били сврставани у зелене алге, али је њихов таксономски положај утврђен према саставу пигмената и резервних супстанци, као и према грађи сперматозоида.
Род који се издваја је Vaucheria.